# Hermann Frey (Liedtexter)

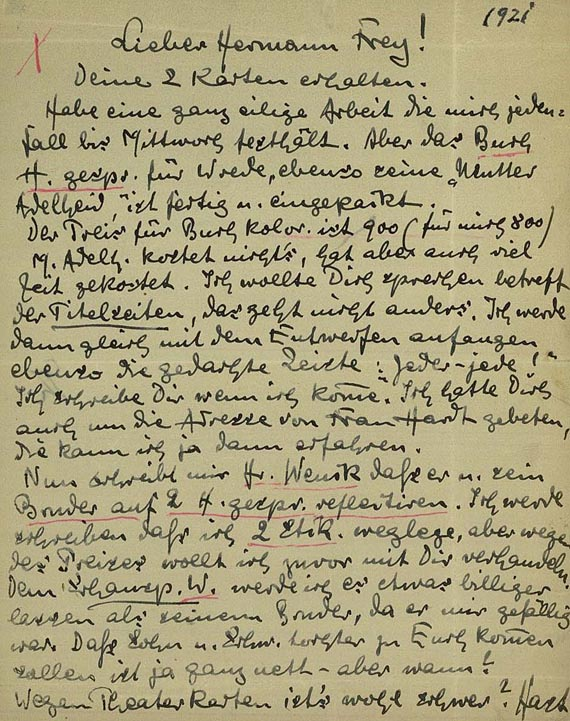
Ein Brief von Heinrich Zille an Hermann Frey

Hermann Frey (* 1. Juli 1876 in Berlin; † 5. Oktober 1950 in München) war ein deutscher Schlagertexter und Stepptänzer.

## Leben und Werk
Im Jahr 1888 trat Hermann Frey bereits im Americain-Theater in Berlin auf. Frey war mit dem Komponisten Walter Kollo eng befreundet. Um die Jahrhundertwende schufen die beiden ihren ersten Schlager Komm, hilf mir mal die Rolle drehn. In einem Lokal in der Berliner Besselstraße mussten Frey und Kollo dieses Werk immer wieder zum besten geben, bis sie es müde waren und einen anderen Musiker baten, sich ans Klavier zu setzen. Dieser war jedoch so betrunken, dass er nur noch lallen konnte: Immer an der Wand lang. Frey kaufte ihm diese fünf Worte für drei Mark ab und machte daraus einen Schlager, der zum Welterfolg wurde. Der Schlager Das Schmackeduzchen (Kollo/Frey) machte die Sängerin Claire Waldoff 1907 berühmt. Die alten Straßen noch, ein wehmütiges Heimkehrerlied aus der Zeit des Ersten Weltkriegs, wurde ebenfalls sehr bekannt.
Seit 1914 war Hermann Frey auch mit Heinrich Zille befreundet, mit dem er auch oft zusammenarbeitete. Ihre Werke wurden häufig von Otto Wrede verlegt. Freys Autobiografie Immer an der Wand lang, die erstmals 1943 erschien, war mit zahlreichen Zeichnungen und Fotos von Heinrich Zille ausgestattet.
Im Jahr 1920 schrieb er den Text Bummel-Petrus zu einer Polka von Max Werner-Kersten.
Als nach dem Ersten Weltkrieg Schlager aus den USA nach Deutschland gelangten und populär wurden, schrieb Hermann Frey den Text zu Mein Papagei frisst keine harten Eier. Eigentlich war dieses Werk, das wiederum von Kollo vertont wurde, als Parodie auf Machwerke wie Ausgerechnet Bananen! gedacht, wurde aber nicht als solche erkannt und beim Publikum unter anderen Nonsense-Schlagern der Nachkriegszeit und der Weimarer Republik sehr beliebt.
Bekannt wurden auch Titel wie Tante Paula liegt im Bett und ißt Tomaten, Franz, der Geiger, Max, du hast das Schieben raus, In Tegel, Tegel gibt’s lockere Vögel, So lang nicht die Hose am Kronleuchter hängt und Nach meene Beene is ja janz Berlin verrickt.